# Volta à Catalunha

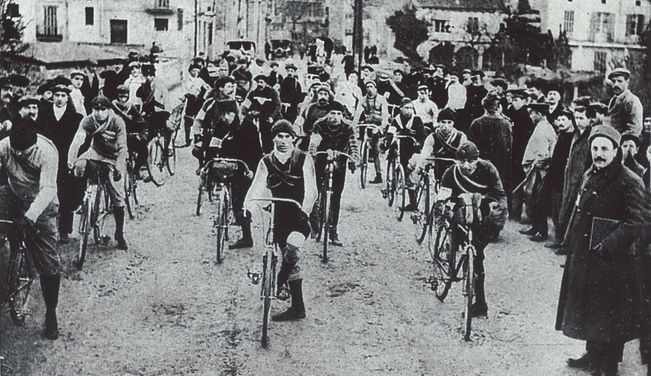
Saída da Primeira Volta à Catalunha em 1911

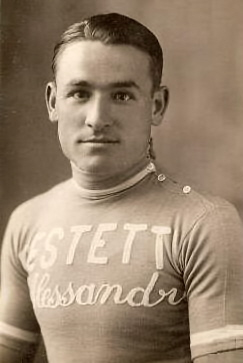
Mariano Cañardo (1906-1987), sete vezes vencedor da prova

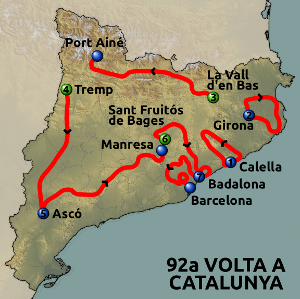
Volta à Catalunha de 2012

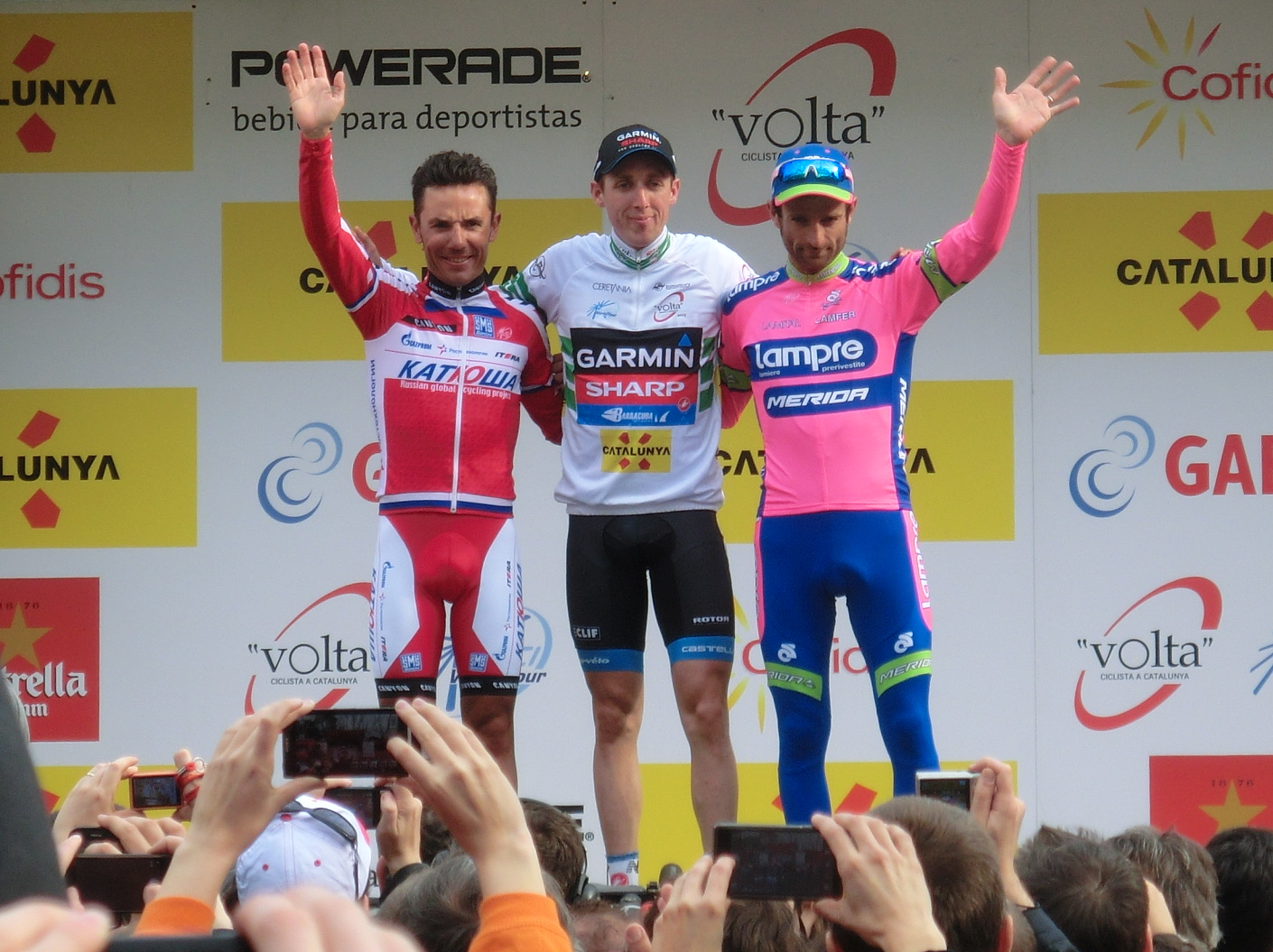
Pódio da edição de 2013

A Volta à Catalunha (em catalão e oficialmente: Volta a Cataluña) é uma competição de ciclismo por etapas que se disputa em Catalunha (Espanha).
Celebrou sua primeira edição em 1911, sendo a competição ciclista por etapas mais antiga de Espanha e a quarta do mundo, por trás do Tour de France (1903), Volta à Bélgica (1908) e o Giro d'Italia (1909), conquanto anteriormente já se disputou uma Volta a Tarragona em 1908, ainda que de forma isolada.
Em 2005 integrou-se no programa do recém criado UCI ProTour (desde 2011 UCI WorldTour), o que, na prática, a situa entre as 25 competições ciclistas mais importantes do mundo.
A prova foi impulsionada pela União Velocipédica Catalã e o Clube Desportivo de Barcelona, ainda que a partir da quinta edição assumiu a organização a Uniu Esportiva Sants A Volta Ciclista à Catalunya Associació Esportiva é o organizador da corrida.
O ciclista mais galardoado da Volta à Catalunha é o navarro Mariano Cañardo, com sete títulos.
Em 2007 a entidade organizadora da prova passou a denominar-se Volta Ciclista à Catalunha Associació Esportiva, sendo seu presidente Rubèn Peris i Latorre.

## História
A Sebastià Masdeu, vencedor da primeira edição em 1911, sucederam-lhe muitos referentes históricos do ciclismo internacional no palmarés da Volta. O primeiro corredor em ganhar duas edições consecutivas (1924 e 1925) foi Muç Miquel (também conhecido como Miguel Mucio), pouco antes da eclosión de Mariano Cañardo, que alongou seu domínio à dècada dos trinta.
A progressão da Volta viu-se interrompida pela Guerra Civil Espanhola, que impediu que se disputassem as edições de 1937 e 1938. A corrida retomou-se em 1939, celebrando-se anualmente de maneira ininterrumpida até 2019. Em 2020, a edição 100 da prova teve-se que adiar até 2021 com motivo da crise do COVID-19.
A lista de ganhadores ilustres da Volta foi-se incrementando ao longo das décadas. Miguel Poblet, vencedor das edições de 1952 e 1960, foi um dos grandes protagonistas durante a década dos cinquenta, enquanto nos sessenta outras vitórias como as de Jacques Anquetil (1967) ou Eddy Merckx (1968) refletiram o prestígio e o interesse pela corrida. Miguel Induráin e Alejandro Valverde, ambos com três vitórias absolutas, também se encontram entre os ciclistas mais laureados da história da Volta. Por parte catalã, Joaquim Rodríguez tem sido o corredor mais destacado nos últimos anos graças a seus triunfos de 2010 e 2014.
Entre 1941 e 1994 a prova celebrou-se na setembro, mas em 1995, coincidindo com a 75.ª edição, mudou de datas passando a disputar-se em junho pela recomposición do calendário da UCI. Em 2010 voltou a transladar-se de datas passando a celebrar-se em março.

## Palmarés
| Ano                              | Vencedor                        | Segundo                         | Terceiro                   |           |
| -------------------------------- | ------------------------------- | ------------------------------- | -------------------------- | --------- |
| 1911                             | Sebastià Masdeu i Menasanch     | José Magdalena                  | Vicente Blanco Echevarría  |           |
| 1912                             | José Magdalena                  | Joan Martí i Viñolas            | Antoni Crespo              |           |
| 1913                             | Joan Martí i Viñolas            | Antoni Crespo                   | Guillermo Anton            |           |
| 1914-1919 edições não realizadas |                                 |                                 |                            |           |
| 1920                             | José Pelletier                  | José Nat                        | Jaume Janer                |           |
| 1921-1922 edições não realizadas |                                 |                                 |                            |           |
| 1923                             | Maurice Ville                   | José Pelletier                  | José Nat                   |           |
| 1924                             | Miguel Mucio                    | Teodoro Monteys                 | Victorino Otero            |           |
| 1925                             | Miguel Mucio                    | Jaume Janer                     | Teodoro Monteys            |           |
| 1926                             | Victor Fontan                   | Miguel Mucio                    | Mariano Cañardo            |           |
| 1927                             | Victor Fontan                   | Mariano Cañardo                 | Georges Cuvelier           |           |
| 1928                             | Mariano Cañardo                 | Miguel Mucio                    | Juli Borràs                |           |
| 1929                             | Mariano Cañardo                 | Jean Aerts                      | Ardito Bresciani           |           |
| 1930                             | Mariano Cañardo                 | Marcel Maurel                   | Ricardo Montero            |           |
| 1931                             | Salvador Cardona                | Mariano Cañardo                 | Aleardo Simoni             |           |
| 1932                             | Mariano Cañardo                 | Domenico Piemontesi             | Isidro Figueras            |           |
| 1933                             | Alfredo Bovet                   | Ambrogio Morelli                | Antoine Dignef             |           |
| 1934                             | Bernardo Rogora                 | Alfons Deloor                   | Nino Sella                 |           |
| 1935                             | Mariano Cañardo                 | Fédérico Ezquerra               | Joseph Huts                |           |
| 1936                             | Mariano Cañardo                 | Frans Bonduel                   | Juan Gimeno                |           |
| 1937-1938 edições não realizadas |                                 |                                 |                            |           |
| 1939                             | Mariano Cañardo                 | Diego Chafer                    | Fermín Trueba              |           |
| 1940                             | Christophe Didier               | Mathias Clemens                 | Mariano Cañardo            |           |
| 1941                             | Francisco Antonio Andrés        | Andrés Canals                   | Josep Campamà Roca         |           |
| 1942                             | Fédérico Ezquerra               | Julián Berrendero               | Diego Chafer               |           |
| 1943                             | Julián Berrendero               | Vicente Miró                    | Antonio Destrieux López    |           |
| 1944                             | Miquel Casas                    | Dalmacio Langarica              | Vicente Miró               |           |
| 1945                             | Bernardo Ruiz                   | Juan Gimeno                     | Robert Zimmermann          |           |
| 1946                             | Julián Berrendero               | Gottfried Weilenmann            | Bernardo Capó              |           |
| 1947                             | Emilio Rodríguez Barros         | Miquel Gual Bauzà               | Georges Aeschlimann        |           |
| 1948                             | Emilio Rodríguez Barros         | Giulio Bresci                   | Ezio Cecchi                |           |
| 1949                             | Emile Rol                       | Miguel Poblet                   | Robert Desbats             |           |
| 1950                             | Antoni Gelabert                 | José Serra Gil                  | Francesco Massip           |           |
| 1951                             | Primo Volpi                     | Francesco Massip                | Manuel Rodríguez Barros    |           |
| 1952                             | Miguel Poblet                   | Adolfo Grosso                   | José Serra Gil             |           |
| 1953                             | Salvador Botella                | Francesco Massip                | José Serra Gil             |           |
| 1954                             | Walter Serena                   | Albert Sant i Alentà            | Miguel Poblet              |           |
| 1955                             | José Gómez del Moral            | Gabriel Company                 | Emilio Rodríguez Barros    |           |
| 1956                             | Anicet Utset                    | Vicente Iturat                  | Francesco Massip           |           |
| 1957                             | Jesús Loroño                    | Salvador Botella                | René Marigil               |           |
| 1958                             | Richard Van Genechten           | Gabriel Mas                     | Anicet Utset               |           |
| 1959                             | Salvador Botella                | Fernando Manzaneque             | José Herrero Berrendero    |           |
| 1960                             | Miguel Poblet                   | José Pérez-Francés              | Emilio Cruz Díaz           |           |
| 1961                             | Henri Duez                      | Jorge Nicolau                   | Juan Manuel Menéndez Gómez |           |
| 1962                             | Antonio Karmany                 | Manuel Martín Piñera            | Ginés García Perán         |           |
| 1963                             | Joseph Novales                  | Angelino Soler                  | Antonio Suárez             |           |
| 1964                             | Joseph Carrara                  | Pasquale Fabbri                 | José María Errandonea      |           |
| 1965                             | Antonio Gómez del Moral         | Carlos Echeverría               | Roberto Poggiali           |           |
| 1966                             | Arie den Hartog                 | Jacques Anquetil                | Paul Gutty                 |           |
| 1967                             | Jacques Anquetil                | Antonio Gómez del Moral         | Robert Hagmann             |           |
| 1968                             | Eddy Merckx                     | Felice Gimondi                  | Giancarlo Ferretti         |           |
| 1969                             | Mariano Díaz                    | Franco Bitossi                  | Jesús Manzaneque           |           |
| 1970                             | Franco Bitossi                  | Francisco Galdós                | Bernard Labourdette        |           |
| 1971                             | Luis Ocaña                      | Bernard Labourdette             | Txomin Perurena            |           |
| 1972                             | Felice Gimondi                  | José Antonio González           | Antonio Martos Aguilar     |           |
| 1973                             | Txomin Perurena                 | Jesús Manzaneque                | Antonio Martos Aguilar     |           |
| 1974                             | Bernard Thévenet                | Andrés Oliva                    | Txomin Perurena            |           |
| 1975                             | Fausto Bertoglio                | Michel Laurent                  | José Freitas Martins       |           |
| 1976                             | Enrique Martínez Heredia        | Ronald De Witte                 | Agustín Tamames            |           |
| 1977                             | Freddy Maertens                 | Johan De Muynck                 | Joop Zoetemelk             |           |
| 1978                             | Francesco Moser                 | Francisco Galdós                | Pedro Torres               |           |
| 1979                             | Vicente Belda                   | Pedro Vilardebo                 | Christian Jourdan          |           |
| 1980                             | Marino Lejarreta                | Johan van der Velde             | Vicente Belda              |           |
| 1981                             | Faustino Rupérez                | Serge Demierre                  | Marino Lejarreta           |           |
| 1982                             | Alberto Fernández Blanco        | Pedro Muñoz                     | Julián Gorospe             |           |
| 1983                             | José Recio                      | Faustino Rupérez                | Julius Thalmann            |           |
| 1984                             | Sean Kelly                      | Pedro Muñoz                     | Ángel Arroyo               |           |
| 1985                             | Robert Millar                   | Sean Kelly                      | Julián Gorospe             |           |
| 1986                             | Sean Kelly                      | Álvaro Pino                     | Charly Mottet              |           |
| 1987                             | Álvaro Pino                     | Ángel Arroyo                    | Iñaki Gastón               |           |
| 1988                             | Miguel Indurain                 | Laudelino Cubino                | Marino Lejarreta           |           |
| 1989                             | Marino Lejarreta                | Pedro Delgado                   | Álvaro Pino                |           |
| 1990                             | Laudelino Cubino                | Marino Lejarreta                | Pedro Delgado              |           |
| 1991                             | Miguel Indurain                 | Pedro Delgado                   | Alex Zülle                 |           |
| 1992                             | Miguel Indurain                 | Tony Rominger                   | Antonio Martín             |           |
| 1993                             | Álvaro Mejía                    | Maurizio Fondriest              | Antonio Martín             |           |
| 1994                             | Claudio Chiappucci              | Fernando Escartín               | Pedro Delgado              |           |
| 1995                             | Laurent Jalabert                | Melcior Mauri                   | Jesús Montoya              |           |
| 1996                             | Alex Zülle                      | Patrick Jonker                  | Marco Fincato              |           |
| 1997                             | Fernando Escartín               | Ángel Casero                    | Mikel Zarrabeitia          |           |
| 1998                             | Hernán Buenahora                | Georg Totschnig                 | Fernando Escartín          |           |
| 1999                             | Manuel Beltrán Martínez         | Roberto Heras                   | José María Jiménez         |           |
| 2000                             | José María Jiménez              | Óscar Sevilla                   | Leonardo Piepoli           |           |
| 2001                             | Joseba Beloki                   | Igor González de Galdeano       | Fernando Escartín          |           |
| 2002                             | Roberto Heras                   | Aitor Garmendia                 | Luis Pérez                 |           |
| 2003                             | José Antonio Pecharromán        | Roberto Heras                   | Koldo Gil Perez            |           |
| 2004                             | Miguel Ángel Martín Perdiguero  | Vladimir Alexandrovitch Karpets | Roberto Laiseka            |           |
| 2005                             | Yaroslav Popovych               | Leonardo Piepoli                | David Moncoutié            |           |
| 2006                             | David Cañada                    | Santiago Botero                 | Christophe Moreau          |           |
| 2007                             | Vladimir Alexandrovitch Karpets | Michael Rogers                  | Denis Menchov              |           |
| 2008                             | Gustavo Veloso                  | Rigoberto Urán                  | Rémi Pauriol               |           |
| 2009                             | Alejandro Valverde              | Daniel Martin                   | Haimar Zubeldia            |           |
| 2010                             | Joaquim Rodríguez               | Xavier Tondo                    | Rein Taaramäe              |           |
| 2011                             | Michele Scarponi                | Daniel Martin                   | Chris Horner               |           |
| 2012                             | Michael Albasini                | Samuel Sánchez                  | Jurgen Van Den Broeck      |           |
| 2013                             | Daniel Martin                   | Joaquim Rodríguez               | Michele Scarponi           |           |
| 2014                             | Joaquim Rodríguez               | Alberto Contador                | Tejay van Garderen         |           |
| 2015                             | Richie Porte                    | Alejandro Valverde              | Domenico Pozzovivo         |           |
| 2016                             | Nairo Quintana                  | Alberto Contador                | Daniel Martin              |           |
| 2017                             | Alejandro Valverde              | Alberto Contador                | Marc Soler                 |           |
| 2018                             | Alejandro Valverde              | Nairo Quintana                  | Pierre Latour              |           |
| 2019                             | Miguel Ángel López              | Adam Yates                      | Egan Bernal                |           |
| 2020                             | cancelado                       | cancelado                       | cancelado                  | cancelado |
| 2021                             | Adam Yates                      | Richie Porte                    | Geraint Thomas             |           |
| 2022                             | Sergio Higuita                  | Richard Carapaz                 | João Almeida               |           |
| 2023                             | Primož Roglič                   | Remco Evenepoel                 | João Almeida               |           |
| 2024                             | Tadej Pogačar                   | Mikel Landa                     | Egan Bernal                |           |
| 2025                             | Primož Roglič                   | Juan Ayuso                      | Enric Mas                  |           |

Nota: Na edição 2011, em princípio o ganhador foi Alberto Contador mas foi desclassificado por dopagem (ver Caso Contador).

## Palmarés por países
Atualizado após edição de 2024
| País           | Vitórias | 2.º lugar | 3.º lugar | Total | Último vencedor            |
| -------------- | -------- | --------- | --------- | ----- | -------------------------- |
| Espanha        | 60       | 64        | 62        | 186   | Alejandro Valverde em 2018 |
| França         | 11       | 6         | 11        | 28    | Laurent Jalabert em 1995   |
| Itália         | 10       | 9         | 10        | 29    | Michele Scarponi em 2011   |
| Colômbia       | 5        | 3         | 2         | 10    | Sergio Higuita em 2022     |
| Bélgica        | 3        | 6         | 3         | 11    | Freddy Maertens em 1977    |
| Irlanda        | 3        | 3         | 1         | 7     | Daniel Martin em 2013      |
| Suíça          | 2        | 3         | 5         | 10    | Michael Albasini em 2012   |
| Reino Unido    | 2        | 1         | 1         | 4     | Adam Yates em 2021         |
| Eslovênia      | 2        | -         | -         | 2     | Tadej Pogačar em 2024      |
| Austrália      | 1        | 3         | -         | 4     | Richie Porte em 2015       |
| Países Baixos  | 1        | 1         | 1         | 3     | Arie den Hartog em 1966    |
| Rússia         | 1        | 1         | 1         | 3     | Vladímir Karpets em 2007   |
| Luxemburgo     | 1        | 1         | -         | 2     | Christophe Didier em 1940  |
| Ucrânia        | 1        | -         | -         | 1     | Yaroslav Popovych em 2005  |
| Áustria        | -        | 1         | -         | 1     |                            |
| Equador        | -        | 1         | -         | 1     |                            |
| Portugal       | -        | -         | 3         | 3     |                            |
| Estados Unidos | -        | -         | 2         | 2     |                            |
| Estónia        | -        | -         | 1         | 1     |                            |

## Estatísticas

### Mais vitórias na geral
| Ciclista                | Vitórias | Anos                                     |
| ----------------------- | -------- | ---------------------------------------- |
| Mariano Cañardo         | 7        | 1928, 1929, 1930, 1932, 1935, 1936, 1939 |
| Miguel Induráin         | 3        | 1988, 1991, 1992                         |
| Alejandro Valverde      | 3        | 2009, 2017, 2018                         |
| Miguel Mucio            | 2        | 1924, 1925                               |
| Victor Fontan           | 2        | 1926, 1927                               |
| Julián Berrendero       | 2        | 1943, 1946                               |
| Emilio Rodríguez Barros | 2        | 1947, 1948                               |
| Salvador Botella        | 2        | 1953, 1959                               |
| Miguel Poblet           | 2        | 1952, 1960                               |
| Sean Kelly              | 2        | 1984, 1986                               |

- Em negrito corredores activos.

### Vitórias consecutivas
- Três vitórias seguidas:
  -  Mariano Cañardo (1928, 1929, 1930)

- Duas vitórias seguidas:
  -  Miguel Mucio (1924, 1925)
  -  Victor Fontan (1926, 1927)
  -  Mariano Cañardo (1935, 1936)
  -  Emilio Rodríguez Barros (1947, 1948)
  -  Alejandro Valverde (2017, 2018)
- Em negrito corredores activos.

## Camisolas
camisolas atuais.

O líder da classificação geral viste uma camisola branca com faixas verdes; o líder da classificação das montanha viste uma camisola branca com faixas vermelhas; o líder da classificação dos sprints especiais (metas volantes) veste uma camisola branca com faixas azuis e o líder da classificação de melhor jovem veste uma camisola branca com faixas laranja.
Também existe uma classificação por equipas e uma classificação do melhor catalão.